# 松村比奈子
松村 比奈子（まつむら ひなこ、1962年1月 - ）は、日本の法学者、博士。専門は憲法。「同性パートナーの法的保障を考える有志ネットワーク」発起人。「家族とともに暮らすGIDの会（TFN）」顧問。

## 来歴
1994年、駒澤大学大学院法学研究科公法学専攻博士課程修了、博士（法学）。文学修士。1996年より大学非常勤講師。2000年秋に某大学から雇止めを受け首都圏大学非常勤講師組合に入会。駒澤大学、千葉工業大学、拓殖大学、東京理科大学、埼玉学園大学、明海大学、東京農業大学などで教壇に立つ。
首都圏大学非常勤講師組合委員長などを歴任。
著書に「政教分離原則の適用基準に関する研究」（成文堂）など。